# Nicolas de Préville
Pour les articles homonymes, voir Préville.
Nicolas de Préville, né le 8 janvier 1991 à Chambray-lès-Tours (Indre-et-Loire), est un footballeur français qui évolue au poste d'attaquant.

## Biographie

### Jeunesse et formation
Nicolas de Préville, dont le patronyme complet est de Roussel de Préville, commence à jouer à l'ES Barjac, puis à l'Olympique d'Alès, avant de rejoindre en 2005, à 14 ans, le centre de formation du SM Caen. Il y reste un an et demi, puis intègre le FC Bagnols-Pont, club évoluant en Division d'Honneur, pour la saison 2007-2008.

### Carrière en club

#### FC Istres (2009-2013)
Le jeune attaquant, alors âgé de dix-huit ans, est recruté en 2009 par le FC Istres, évoluant en Ligue 2. Tout d'abord semi-pro, il passe professionnel au terme de la saison 2008-2009. Il joue son premier match de Ligue 2 le 14 août 2009, remplaçant Adel Chedli pour les dernières minutes du match contre le FC Metz au stade Saint-Symphorien. Du fait de son jeune âge, il ne dispute que dix-huit rencontres en deux saisons. Il inscrit son premier but professionnel le 20 septembre 2011 lors de la réception de Châteauroux (victoire 3-1). C'est à cette période qu'il s'affirme en tant que titulaire, disputant quarante-deux matchs et inscrivant onze buts durant la saison 2011-2012.
Sa rapidité et sa fougue comme attaquant lui permettent d'être sélectionné en équipe de France des moins de 20 ans. Il participe au Tournoi international de Toulon en mai 2012, où il inscrit trois buts avec les « Bleuets ».

#### Stade de Reims (2013-2016)
Après avoir commencé la saison 2012-2013 en inscrivant six buts en dix-sept matchs officiels sous les couleurs istréennes, De Préville s'engage pour trois ans et demi avec le Stade de Reims en janvier 2013 pour un montant estimé à un million d'euros. Il joue son premier match de Ligue 1 le 9 février 2013 contre l'AS Nancy-Lorraine en rentrant à la place de Floyd Ayité à neuf minutes de la fin. Il est titulaire pour la première fois face à l'OGC Nice le 22 février (défaite 2-0), et inscrit son premier but sous ses nouvelles couleurs le 9 mars face à l'ES Troyes AC (défaite 4-2). Malgré un problème de pubalgie, il contribue au maintien du club champenois en Ligue 1.
Il se fait remarquer en inscrivant un ciseau acrobatique comparable à une « Papinade » face à l'EA Guingamp le 21 septembre 2013, permettant aux Rémois d'arracher le match nul. Cette prouesse technique permet au joueur de sortir de l'ombre. Il devient par la suite un titulaire régulier et bientôt un élément-clé de l'équipe champenoise. Il est, lors de la saison 2015-2016, l'auteur de six buts et neuf passes décisives, ce qui n'empêche cependant pas la relégation du club rémois en Ligue 2.

#### Lille OSC (2016-2017)
En août 2016, Nicolas de Préville rejoint le club belge du KV Ostende, pour être aussitôt prêté au Lille OSC avec une obligation d'achat d'ici juin 2017,. Le transfert vers le KV Ostende n'est en fait qu'un artifice comptable, car le LOSC, momentanément incapable de réunir la somme exigée par le Stade de Reims pour la cession du joueur, a demandé à un de ses actionnaires, Marc Coucke, président du club belge, d'acheter le joueur pour le lui prêter immédiatement après, en attendant de réunir les fonds nécessaires.
Portant le numéro 12 du club lillois, l'attaquant inscrit son premier but sous ses nouvelles couleurs le 29 novembre 2016 face à Caen (victoire 4-2).
Le 20 mai 2017, il réussit le "coup du chapeau" (ou hat trick) en marquant trois buts contre le FC Nantes lors de la 38e et dernière journée de Ligue 1. Il est, avec 14 réalisations, le meilleur buteur lillois de la saison et termine neuvième au classement des buteurs de Ligue 1 pour 2016-2017.

#### Girondins de Bordeaux (2017-2021)
Le 31 août 2017, Préville signe un contrat de quatre ans avec les Girondins de Bordeaux (montant du transfert : 10 millions d'euros) avec un salaire confortable.
Du fait de son excellente saison précédente à Lille, les dirigeants bordelais attendent des merveilles de leur recrue. Cependant, malgré deux passes décisives durant ses premiers matchs, Préville n'ouvre son compteur buts à Bordeaux que le 19 novembre 2017, en marquant en tout début de rencontre contre l'Olympique de Marseille (1-1),. Son adaptation au jeu bordelais ne se fera que peu à peu, au fil des saisons.
Le 28 mai 2021, les Girondins de Bordeaux annoncent que de Préville quittera le club à la fin de saison.

#### FC Metz (2021-2022)
Libre de tout contrat, il s'engage avec le FC Metz le 30 août 2021. Il rejoint ainsi le club à la croix de Lorraine, dont l'entraîneur Frédéric Antonetti l'avait déjà coaché lors de son passage au LOSC (sa meilleure saison au nombre de buts marqués).
Un peu plus de neuf mois plus tard, le 14 mai 2022, de Préville annonce que le match contre Angers SCO sera son dernier avec le club : il ne croit plus au maintien des Lorrains en Ligue 1 et il est, de plus, suspendu pour la dernière journée qui doit se jouer le 21 mai 2022 contre le PSG. Ce jour-là, en effet, après une énième défaite face à Paris (5-0), Metz ne termine qu'à la 19e place du championnat, ce qui le relègue en Ligue 2. L'attaquant aura inscrit cinq buts et deux passes décisives durant cette saison 2021-2022 en Ligue 1.
Une clause de son contrat avec le Football Club de Metz spécifiait qu'une relégation du club en Ligue 2 entraînerait la rupture du contrat entre les deux parties. Nicolas de Préville a donc quitté le FC Metz,.

#### FC Kaiserslautern (2023)
Le 31 janvier 2023, il s'engage au 1. FC Kaiserslautern, quatrième de Bundesliga 2. Il y fait ses débuts le 12 février 2023 lors d'une défaite (1-0) contre Sankt Pauli, en entrant à la 80e minute de jeu. Son contrat ne durant que six mois, il n'est pas prolongé à l'issue de la saison.

#### ESTAC Troyes (2023-2025)
Le 20 juillet 2023, l'attaquant français rejoint librement l'ESTAC Troyes, fraichement relégué en Ligue 2. Pour sa première saison au club, il ne joue que la moitié des matchs étant blessé à plusieurs reprises aux ischio-jambiers puis à la cheville.
Indésirable la saison suivante, il est cependant décisif en inscrivant le 25 avril 2025, le seul but du match face à l'USL Dunkerque pour le compte de la 32e journée, assurant à l'ESTAC son maintien en Ligue 2. En fin de saison, il est laissé libre par le club aubois.

## Statistiques
| Saison                | Club                  | Championnat           | Championnat | Championnat | Championnat | Coupe nationale | Coupe nationale | Coupe nationale | Coupe de la Ligue | Coupe de la Ligue | Coupe de la Ligue | Supercoupe | Supercoupe | Supercoupe | Compétition(s) continentale(s) | Compétition(s) continentale(s) | Compétition(s) continentale(s) | Compétition(s) continentale(s) | Total | Total | Total |
| Saison                | Club                  | Division              | M.          | B.          | P.d.        | M.              | B.              | P.d.            | M.                | B.                | P.d.              | M.         | B.         | P.d.       | Comp.                          | M.                             | B.                             | P.d.                           | M.    | B.    | P.d.  |
| 2009-2010             | FC Istres             | Ligue 2               | 4           | 0           | 0           | -               | -               | -               | 2                 | 0                 | -                 | -          | -          | -          | -                              | -                              | -                              | -                              | 6     | 0     | 0     |
| 2010-2011             | FC Istres             | Ligue 2               | 12          | 0           | 1           | -               | -               | -               | -                 | -                 | -                 | -          | -          | -          | -                              | -                              | -                              | -                              | 12    | 0     | 1     |
| 2011-2012             | FC Istres             | Ligue 2               | 37          | 7           | 2           | 4               | 3               | 0               | 1                 | 1                 | 0                 | -          | -          | -          | -                              | -                              | -                              | -                              | 42    | 11    | 2     |
| 2012-2013             | FC Istres             | Ligue 2               | 16          | 5           | 2           | -               | -               | -               | 1                 | 1                 | 0                 | -          | -          | -          | -                              | -                              | -                              | -                              | 17    | 6     | 2     |
| Sous-total            | Sous-total            | Sous-total            | 69          | 12          | 5           | 4               | 3               | 0               | 4                 | 2                 | 0                 | -          | -          | -          | -                              | -                              | -                              | -                              | 77    | 17    | 5     |
| 2012-2013             | Stade de Reims        | Ligue 1               | 10          | 1           | 1           | -               | -               | -               | -                 | -                 | -                 | -          | -          | -          | -                              | -                              | -                              | -                              | 10    | 1     | 1     |
| 2013-2014             | Stade de Reims        | Ligue 1               | 32          | 5           | 3           | 1               | -               | -               | 2                 | 0                 | 0                 | -          | -          | -          | -                              | -                              | -                              | -                              | 35    | 5     | 3     |
| 2014-2015             | Stade de Reims        | Ligue 1               | 25          | 3           | 3           | 2               | 1               | 0               | 1                 | 1                 | 0                 | -          | -          | -          | -                              | -                              | -                              | -                              | 28    | 5     | 3     |
| 2015-2016             | Stade de Reims        | Ligue 1               | 36          | 7           | 9           | 1               | 1               | 0               | 1                 | 0                 | 0                 | -          | -          | -          | -                              | -                              | -                              | -                              | 38    | 8     | 9     |
| Sous-total            | Sous-total            | Sous-total            | 103         | 16          | 16          | 4               | 2               | 0               | 4                 | 1                 | 0                 | -          | -          | -          | -                              | -                              | -                              | -                              | 111   | 19    | 16    |
| 2016-2017             | LOSC Lille (prêt)     | Ligue 1               | 30          | 14          | 1           | 2               | 0               | 0               | 1                 | 0                 | 0                 | -          | -          | -          | -                              | -                              | -                              | -                              | 33    | 14    | 1     |
| 2017-2018             | LOSC Lille            | Ligue 1               | 4           | 2           | 0           | -               | -               | -               | -                 | -                 | -                 | -          | -          | -          | -                              | -                              | -                              | -                              | 4     | 2     | 0     |
| Sous-total            | Sous-total            | Sous-total            | 34          | 16          | 1           | 2               | 0               | 0               | 1                 | 0                 | 0                 | -          | -          | -          | -                              | -                              | -                              | -                              | 37    | 16    | 1     |
| 2017-2018             | Girondins de Bordeaux | Ligue 1               | 29          | 4           | 4           | 1               | 0               | 0               | 1                 | 0                 | 0                 | -          | -          | -          | -                              | -                              | -                              | -                              | 31    | 4     | 4     |
| 2018-2019             | Girondins de Bordeaux | Ligue 1               | 23          | 3           | 2           | 1               | 0               | 0               | 1                 | 0                 | 0                 | -          | -          | -          | C3                             | 9                              | 1                              | 0                              | 34    | 4     | 2     |
| 2019-2020             | Girondins de Bordeaux | Ligue 1               | 24          | 6           | 4           | 2               | 1               | 0               | 2                 | 1                 | 0                 | -          | -          | -          | -                              | -                              | -                              | -                              | 28    | 8     | 4     |
| 2020-2021             | Girondins de Bordeaux | Ligue 1               | 33          | 1           | 2           | -               | -               | -               | -                 | -                 | -                 | -          | -          | -          | -                              | -                              | -                              | -                              | 33    | 1     | 2     |
| Sous-total            | Sous-total            | Sous-total            | 109         | 14          | 12          | 4               | 1               | 0               | 4                 | 1                 | 0                 | -          | -          | -          | -                              | 9                              | 1                              | 0                              | 126   | 17    | 12    |
| 2021-2022             | FC Metz               | Ligue 1               | 27          | 5           | 2           | -               | -               | -               | -                 | -                 | -                 | -          | -          | -          | -                              | -                              | -                              | -                              | 27    | 5     | 2     |
| 2022-2023             | FC Kaiserslautern     | 2. Bundesliga         | 10          | 1           | 0           | -               | -               | -               | -                 | -                 | -                 | -          | -          | -          | -                              | -                              | -                              | -                              | 10    | 1     | 0     |
| 2023-2024             | ES Troyes AC          | Ligue 2               | 17          | 2           | 1           | -               | -               | -               | -                 | -                 | -                 | -          | -          | -          | -                              | -                              | -                              | -                              | 17    | 2     | 1     |
| 2024-2025             | ES Troyes AC          | Ligue 2               | 16          | 6           | 1           | 4               | 1               | 0               | -                 | -                 | -                 | -          | -          | -          | -                              | -                              | -                              | -                              | 20    | 7     | 1     |
| Sous-total            | Sous-total            | Sous-total            | 33          | 8           | 2           | 4               | 1               | 0               | -                 | -                 | -                 | -          | -          | -          | -                              | -                              | -                              | -                              | 37    | 9     | 2     |
| Total sur la carrière | Total sur la carrière | Total sur la carrière | 385         | 72          | 38          | 18              | 7               | 0               | 13                | 4                 | 0                 | 0          | 0          | 0          | -                              | 9                              | 1                              | 0                              | 425   | 84    | 38    |